# Orang Asli
Orang Asli (« gens des origines » en malais) est le nom sous lequel, en Malaisie, on désigne les populations indigènes, distinctes des Malais et présentes avant l'arrivée de ces derniers dans la péninsule Malaise.
Les Orang Asli malaisiens vivent principalement dans les forêts de l'intérieur montagneux de la péninsule Malaise. Certains sont demeurés nomades et chasseurs-cueilleurs. La plupart parlent des langues môn-khmer, quelques groupes parlent des langues austronésiennes.
La position géographique de la péninsule Malaise la situait sur la route des migrations qui, il y a 40 000 à 60 000 ans, ont mené des hommes du continent asiatique vers l'Australie, à une époque où le niveau des mers était beaucoup plus bas qu'aujourd'hui et permettait le passage.
On suppose que les ancêtres des Orang Asli se sont établis le long de cette route. Les résultats d'analyses d'ADN menées jusqu'ici sur un certain nombre de populations aborigènes d'Asie du Sud-Est révèlent un tableau anthropologique extrêmement compliqué de la région, qui s'explique par le fait que c'était une voie de passage migratoire.

## Démographie
La catégorisation officielle du gouvernement malaisien distingue ainsi trois groupes :
- les Senoi
- les Proto-Malais.
- les Négritos

Lors du recensement de 2010, les Senoi sont 97 856, soit 55 % de la population des Orang Asli, les Proto-Malais sont 75 332 (42 %) et les Négritos sont 5 009 (3 %).
Au-delà de ces trois groupes, 18 sous-groupes sont officiellement reconnus.
| Négritos      | Senoi              | Proto-Malais          |
| ------------- | ------------------ | --------------------- |
| Batek (1 519) | Chewong (234)      | Jakun (21 484)        |
| Jehai (1 244) | Jah Hut (2 594)    | Orang Kanaq (73)      |
| Kensiu (254)  | Mah Meri (3 503)   | Orang Kuala (3 221)   |
| Kintaq (150)  | Semai (34 248)     | Orang Seletar (1 037) |
| Lanoh (173)   | Semaq Beri (2 348) | Semelai (5 026)       |
| Mendriq (167) | Temiar (17 706)    | Temuan (18 560)       |
| 3 507         | 60 633             | 49 401                |

## Négritos

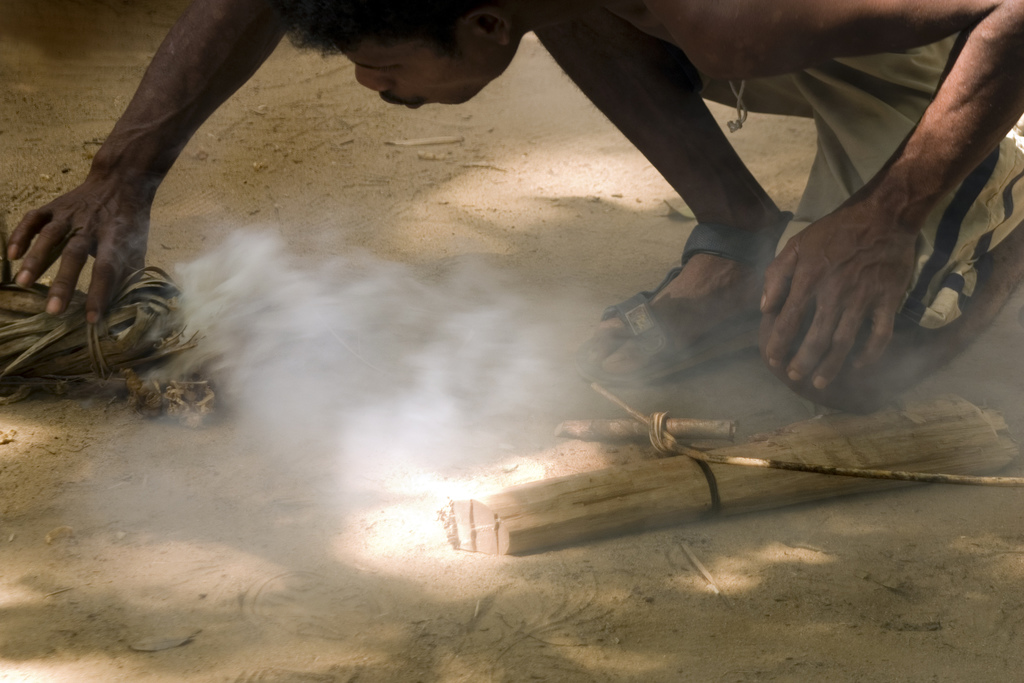
Un Batek allume du feu selon la méthode traditionnelle.

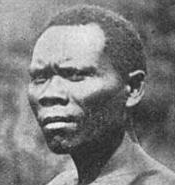
Homme négritos.

Les Négritos sont un peu plus de 5 000, localisés entre les États de Perak (48 %), Kelantan (28 %) et Pahang (18 %). 
Certains les considèrent physiquement et culturellement plus proches des autochtones andamanais que de leurs voisins Senoi. Toutefois, les résultats des recherches génétiques réfutent l’idée d’une ascendance commune récente entre les Négritos, les Andamanais et les Aeta des Philippines, ils sont tous issus de la plus ancienne vague de peuplement de l'Asie du Sud et sont ensuite restés séparés des dizaines de millénaires. Des découvertes archéologiques attestent de leur rattachement aux Hoabinhiens ayant occupé la péninsule Malaise entre le VIIIe millénaire av. J.-C. et le Ier millénaire av. J.-C..
Les Négritos montrent une assez fort homogénéité génétique, avec « une ascendance profonde au sein de la péninsule Malaise, datant de la première colonisation depuis l'Afrique, il y a plus de 50 000 ans ».
Ils parlent des langues asliennes, appartenant aux langues môn-khmer. 
On pense qu'un certain nombre de mots semang reflètent un substrat plus ancien que le môn-khmer. Le linguiste Timothy Usher a noté en 2003 une intéressante correspondance entre deux mots de la langue semang et deux mots des îles Andaman :
- Négritos : jebeg = « mauvais », andamanais méridional : jabag qui a le même sens
- Négritos : jekob = « serpent », grand andamanais : jagba = « tortue » .

Outre la similitude des mots, on remarquera que le passage, en semang, de jebeg à jekob se fait par métathèse, c'est-à-dire inversion des consonnes, tout comme en andamanais le passage de jabag à jagba.
La classification malaisienne officielle distingue :
- les Kensiu , du Kedah
- les Kintaq, à la frontière entre le Kedah et le Perak
- les Jehai , du Kedah et du Kelantan
- les Lanoh, du Perak
- les Mendriq, du Kelantan
- les Batek : du Pahang et du Kelantan, ils vivent dans le parc national de Taman Negara.

## Senoi

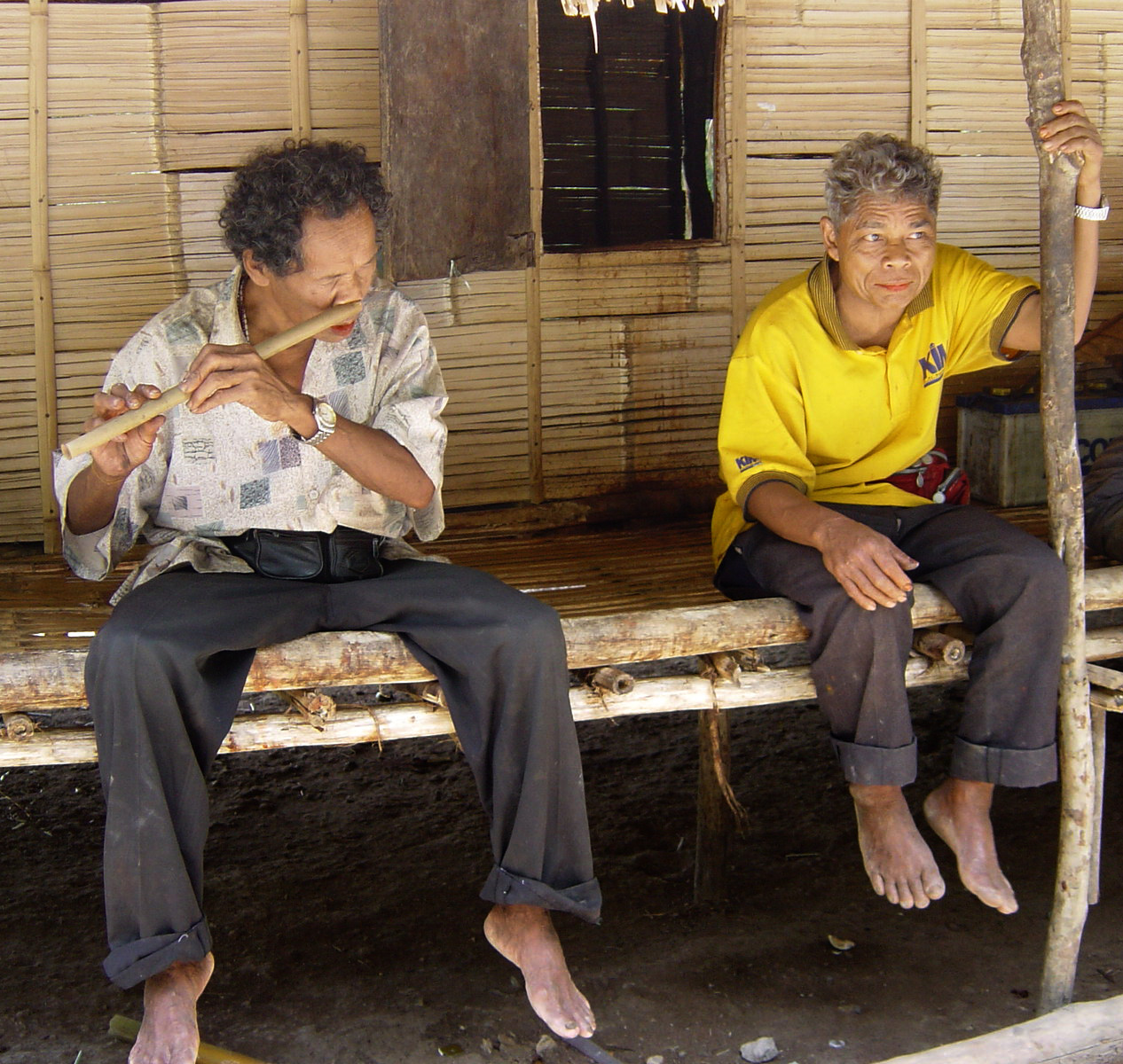
Senoi des Cameron Highlands jouant de la flûte nasale.

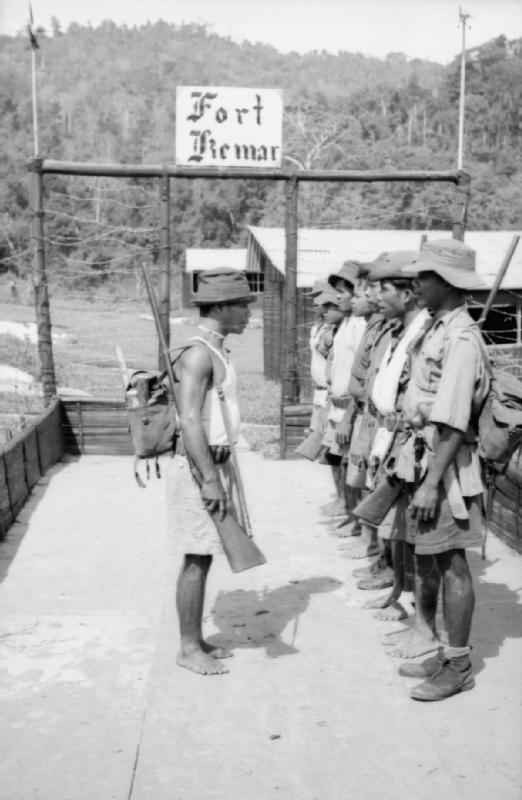
Supplétifs de la Senoi Praaq, formée de Senoi et chargée de la lutte contre la guérilla communiste (1953).

Les Senoi sont un peu plus de 97 800. Ils parlent également des langues môn-khmer.
L'analyse génétique des Senoi montre que ceux-ci « semblent être un groupe composite, avec environ la moitié des lignées maternelles remontant aux [mêmes] ancêtres [que les] Négritos, et l'autre moitié [venant] d'Indochine. Ceci est en accord avec l'hypothèse selon laquelle ils sont des descendants [partiels] des premiers agriculteurs austroasiatiques, qui ont apporté tant leur langue que leur technologie à la partie sud de la péninsule [malaise] il y a environ 4 000 ans, et se sont mélangés avec la population autochtone ».
La classification malaisienne officielle distingue :
- Temiar, du Perak et du Kelantan. Au nombre de 14 000 à 20 000, ils vivent encore pour la plupart en forêt. Leur économie repose sur la culture sur brûlis, la pêche, la chasse et le commerce avec leurs voisins. Leur langue est de la famille môn-khmer.
- Semai, du Pahang et du Kelantan
- Semoq Beri, du Pahang
- Jah Hut, du Pahang
- Mah Meri, du Selangor. Ils sont également appelés Besisi, Orang Bukit (gens des collines) ou Sakai.
- Che Wong, du Pahang

## Proto-Malais
Au nombre de plus de 75 000, on les appelle ainsi parce qu'ils parlent des langues du groupe dit malaïques des langues malayo-polynésiennes de la famille austronésienne, à l'exception des Semelai, qui parlent une langue môn-khmer du groupe senoïque.
Le terme proto-malais vient d'une ancienne distinction, aujourd'hui abandonnée, des populations austronésiennes qui se sont installées dans l'archipel indonésien et la péninsule Malaise, entre une première vague, les Proto-Malais, et un deuxième vague, les Deutéro-Malais.
La classification malaisienne officielle distingue :
- les Orang Kuala, du Johor
- les Orang Kanaq, du Johor
- les Orang Seletar, du Johor
- les Jakun, du Pahang et du Johor
- les Semelai, du Pahang et du Negeri Sembilan. De langue môn-khmer, ils habitent entre le district de Segamat dans l'État de Johor, et le fleuve Pahang.
- les Temuan, du Selangor et du Negeri Sembilan

## Langues
Les Négritos et les Senoi parlent des langues asliennes, un groupe de la branche môn-khmer des langues austroasiatiques. Les linguistes distinguent 4 sous-groupes :
- Jah Hut (également parlé en Thaïlande)
- Aslien septentrional : Batek, Chewong, Jehai, Kensiu , Kintaq, Mendriq, Mintil
- Senoïque : Lanoh, Sabüm, Semai, Semnam, Temiar
- Aslien méridional : Besisi ou Mah Meri, Semelai, Semaq Beri, Temoq.

La plupart des Proto-Malais parlent des langues du groupe dit « malais aborigène », sauf les Orang Kuala, qui parlent une langue du groupe para-malais, et les Semelai, qui parlent une langue aslienne, et non une langue austronésienne.
| Groupe linguistique  | Négritos                              | Senoi                | Non classé    | Proto-Malais                              |
| -------------------- | ------------------------------------- | -------------------- | ------------- | ----------------------------------------- |
| Jah Hut              |                                       | Jah Hut              |               |                                           |
| Aslien septentrional | Batek, Jehai, Kensiu, Kintaq, Mendriq | Chewong              | Mintil        |                                           |
| Senoïque             | Lanoh                                 | Semai, Temiar        | Sabüm, Semnam |                                           |
| Aslien méridional    |                                       | Mah Meri, Semaq Beri |               | Semelai                                   |
| Malais aborigène     |                                       |                      |               | Jakun, Orang Kanaq, Orang Seletar, Temuan |
| Para-malais          |                                       |                      |               | Orang Kuala                               |

On voit que :
- La distinction entre Négritos et Senoi ne recoupe pas la distinction linguistique entre les quatre sous-groupes aslien. En particulier les Lanoh, qui parlent une langue senoïque, sont classés « Négritos ».
- Tous les groupes qui parlent une langue malais aborigène sont classés « proto-malais » mais les Semelai, eux aussi classés « proto-malais », parlent en fait une langue aslienne et les Orang Kuala, une langue du groupe dit « para-malais ».

Le classement officiel en « Négritos », « Senoi » et « Proto-Malais » ne correspond donc pas à la réalité linguistique.

## Orang Asli et peuplement de l'Asie du Sud-Est
Les Orang Asli présentent une étonnante diversité de phénotypes, alors qu’ils ne représentent que 0,5 % de la population de la péninsule Malaise. L’étude de leur histoire génétique devrait fournir des éléments importants sur la préhistoire de l’ensemble de l’Asie du Sud-Est et son peuplement.
Les premières théories sur l'origine des Orang Asli apparaissent à l’époque coloniale, où on les présente comme les vestiges d’une succession de vagues de peuplement avant l’arrivée des Malais, le groupe dominant.
La péninsule Malaise et le nord de l’île de Sumatra constituent la partie la plus méridionale de la culture de Hoa Binh de l’Indochine et du sud de la Chine de la fin du Pléistocène au milieu de l’Holocène (l'époque géologique s'étendant sur les 10 000 dernières années), caractérisée par une économie de chasse et de cueillette. Dans la péninsule Malaise, le Néolithique se traduit par l’apparition, il y a 4 000 ans, de la poterie et d’objets en pierre polie semblables à ceux de la culture Ban Kao. On ne peut toutefois en déduire que les ancêtres des Négritos ou des Senoi soient liés à la culture Hoa Binh de la péninsule.

Carte illustrant la théorie traditionnelle du peuplement de la péninsule Malaise.

La théorie traditionnelle des couches supposait des vagues successives de peuplement par les Négritos, puis les Senoi, puis ce que l'anthropologue américain Geoffrey Benjamin appelle les « Malais aborigènes ». Sur la base d’une anatomie superficielle et de leur mode de vie de chasseurs-cueilleurs, les Négritos étaient rattachés aux Aeta des Philippines et aux Andamanais, avec les Mélanésiens, les Aborigènes de Tasmanie et certains groupes aborigènes d'Australie des forêts humides tropicales, dans l'ensemble négrito. On pensait que les Négritos étaient venus d’Afrique et avaient peuplé l’Asie du Sud-Est avant de coloniser le sud-ouest du Pacifique.
La deuxième vague, les Senoi, était censée venir d’Asie du Sud, avec les Veddas et autres chasseurs-cueilleurs de petite taille d’Asie du Sud, les Toala' du sud des Célèbes en Indonésie et les Aborigènes d’Australie.
L’arrivée des Malais aborigènes était censée constituer la première vague « mongoloïde » dans la péninsule, dans le cadre de la colonisation de l’archipel philippino-indonésien par les Proto-Malais à la peau claire et aux cheveux raides. L’arrivée qui a suivi des Deutéro-Malais constituait alors une colonisation par les Malais proprement dits.
Geoffrey Benjamin distingue trois groupes d’Orang Asli. Cette distinction repose d’abord sur l’existence de deux groupes linguistiques : les langues asliennes, un rameau des langues môn-khmer dans la famille austroasiatique, et ce qu’il considère être des dialectes du malais, qui est une langue austronésienne. Il caractérise les Négritos par leurs langues asliennes septentrionales, une organisation en petits groupes, la chasse et la cueillette dans les forêts humides, une société égalitaire, un lignage patrilinéaire, et par un phénotype « négrito ». Les Senoi, dont les représentants typiques sont les Semai et les Temiar, sont caractérisés par leurs langues asliennes centrales, une agriculture sur brûlis en haute altitude, un habitat en maison longue, une société égalitaire, cognatic descent, et un phénotype allant de négrito à « mongoloïde ». Enfin, l’ensemble « malais aborigène » se caractérise par ses dialectes malais, à l’exception des Semelai de langue aslienne méridionale, une société hiérarchisés, un savoir-faire dans la collecte et la vente de produits de la forêt humide, une résistance à l’islam et autres éléments de l’identité malaise, et un phénotype « mongoloïde ».
L’anthropologue australien Peter Bellwood ramène le nombre de migrations à deux. Il avance en outre une explication sur la façon dont ces migrations ont pu avoir lieu et leur relation à la répartition linguistique. Il s’appuie sur l’avantage qu’offre une économie agraire pour nourrir une population importante. Les Négritos d’Asie du Sud-Est, y compris les Négritos, seraient selon lui les descendants de chasseurs-cueilleurs « australo-mélanésiens » originaux de l’Asie du Sud-Est.
Les langues austroasiatiques et austronésiennes sont originaires du sud de la Chine et ont été introduites en Asie du Sud-Est au milieu de l’Holocène avec l’expansion d’agriculteurs néolithiques de phénotype mongoloïde. Les Austroasiatiques ont suivi une voie terrestre vers le sud, alors que les Austronésiens ont suivi une route insulaire passant par Taiwan, les Philippines, l’Indonésie et la péninsule Malaise. Les contacts entre immigrants agriculteurs et autochtones chasseurs-cueilleurs se seraient traduits d’une part par un phénotype mixte chez certains groupes, notamment les Senoi, et d’autre part par un passage linguistique des Négritos à des langues môn-khmer. 
D’autres chercheurs ont cherché à expliquer les différences entre les groupes d’Orang Asli comme un produit de différenciation locale. A. Terry Rambo estime que Négritos et Senoi auraient les mêmes ancêtres mais se seraient différenciés par adaptation à des environnements différents. A. G. Fix voit dans les trois groupes de Benjamin: Négritos, Senoi et « Malais aborigènes » le résultat de modes de vie divergents mais complémentaires, après s’être installés il y a environ 5 000 ans.